# Minera Lincuna
La Minera Lincuna, o Compañía Minera Lincuna, es una empresa minera que explota plata, plomo y zinc en la unidad minera Huancapetí en Perú. Su mina se encuentra en el distrito de Aija y su planta en el distrito de Recuay, provincia de Aija, departamento de Áncash. Se encuentra en la Cordillera Negra entre los 3800 a 4400 metros sobre el nivel del mar.

## Historia
La empresa inició operaciones en agosto de 2016 con 415 trabajadores. Comenzaron a pequeña escala hasta producir 1400 toneladas por día, luego de las exploraciones del 2018 producen en la actualidad 3000 toneladas por día.
Durante su operación han tenido los siguientes accidentes.
| Año  | Accidentes leves | Accidentes incapacitantes | Accidentes mortales | Total |
| ---- | ---------------- | ------------------------- | ------------------- | ----- |
| 2016 | 10               | 12                        | 0                   | 22    |
| 2017 | 27               | 12                        | 1                   | 40    |
| 2018 | 45               | 31                        | 0                   | 76    |

## Conflictos socioambientales

### 2017
En 2017 el Organismo de Evaluación y Fiscalización Ambiental (OEFA) dictó 3 medidas preventivas al detectar que los efluentes producidos por la mina excedían los límites máximos permisibles y se estaban descargando directamente a las quebradas Florida, Cuncush y Collaracra; las cuales van directamente al río Santa.

### Derrame de relaves en 2018
El 3 de marzo del 2018 a las 12:15 a. m. del sábado ocurrió el derrame de relaves de 50 mil metros cúbicos debido al colapso del extremo y de la base del dique frontal de la presa de relaves número 2 de la Compañía Minera Lincuna S.A.
Este relave afectó a 110 familias de los poblados de Manco Cápac y Pampa Cancha, además se vieron afectados sembríos de papas , 80 mil hectáreas de terrenos con pastos naturales de cultivos de las comunidades de Manco Cápac y Pampacancha y las aguas del río Santa.
A días del derrame, OEFA ordenó diversas medidas administrativas a Lincuna:
- Activar inmediatamente su plan de contingencia y evacuar el espejo de agua del depósito de relave N° 2 recirculando o descargando a la quebrada Sipchoc cumpliendo los Límites Máximos Permisibles (LMP).
- También, ordenó a Lincuna reforzar de manera inmediata el dique de contención del sector oeste e implementar temporalmente un sistema de contingencias aguas abajo del depósito de relave.
- Así mismo, les ordenó remediar el suelo, así como el lecho y ribera de la quebrada Sipchoc

#### Sanciones
- El 29 de diciembre de 2020, mediante Resolución N° 334-2020-OEFA/TFA-SE multó con 133.24 UIT a la minera Lincuna por la existencia de responsabilidad administrativa.[8]

### Modificatoria de estudio de impacto ambiental en 2023
A septiembre del 2023, la empresa minera Lincuna se encuentra buscando se le apruebe la Modificatoria del Estudio de Impacto Ambiental del Proyecto Huancapetí donde esperan incrementar su producción hasta 10 000 toneladas por día.

#### Aprobación del ITS
Resulta importante mencionar que en enero del 2023, el SENACE dio conformidad al informe técnico sustentatorio del Estudio de Impacto Ambiental del proyecto Ampliación de 350 a 3000 TMD de la unidad minera Huancapetí. Entre sus actividades se propone recrecimiento del depósito de relaves hacia la cota 4532 m s.n.m.
El 29 de octubre del 2023 fue suspendida la audiencia pública en el distrito de Ticapampa, destinada a la presentación de la Modificación del Estudio de Impacto Ambiental detallado del proyecto Huancapetí, debido a protestas iniciadas por la población local, a continuación se citan diversos motivos expuestos:
- Incumplimiento con el pago de la venta de terrenos y asesinato de sus animales por enviados de la minera a sus campos agrícolas.
- Integrantes de la familia Bedón denunciaron que el 30 de septiembre por hombres armados quienes les amenazaban a balazos para que abandonen sus predios.
- Cerca de 180 mineros despedidos arbitrariamente por haber organizado una base sindical. A pesar de haber ganado juicios en el Poder Judicial, la empresa se niega a reponerlos.